# Millienhagen-Oebelitz
Millienhagen-Oebelitz  ist eine Gemeinde südwestlich von Stralsund im Landkreis Vorpommern-Rügen. Die Gemeinde wird vom Amt Franzburg-Richtenberg mit Sitz in der Stadt Franzburg verwaltet.

## Geografie und Verkehr
Millienhagen-Oebelitz liegt etwa 15 km nordwestlich von Grimmen und rund 15 km nordöstlich von Tribsees. Südlich der Gemeinde verläuft die A 20. Diese ist über den Anschluss Grimmen-Ost (ca. 18 km) zu erreichen.

### Ortsteile
| Name         | Einwohnerzahl (30. Sept. 2015) |
| ------------ | ------------------------------ |
| Dolgen       | 67                             |
| Millienhagen | 87                             |
| Oebelitz     | 68                             |
| Steinfeld    | 22                             |
| Wolfshagen   | 93                             |

## Geschichte
Die Gemeinde Millienhagen-Oebelitz ist am 13. Juni 1999 durch den Zusammenschluss der beiden Gemeinden Oebelitz und Milienhagen entstanden. Beide Ortsteile wurden in der Mitte des 13. Jahrhunderts erstmals urkundlich erwähnt.
Nach dem Dreißigjährigen Krieg bis 1815 gehörte die Gegend zu Schwedisch-Pommern und danach zur preußischen Provinz Pommern.
Die Gemeinde war dann bis 1952 Teil des Landkreises Franzburg-Barth und gehörte danach bis 1994 zum Kreis Stralsund im Bezirk Rostock. Seit 1990 gehören Millienhagen und Oebelitz zum Land Mecklenburg-Vorpommern.
Dolgen: Gut Dolgen war vormals Besitztum und ein Nebengut der Familie von Keffenbrinck, unter anderem des Martin Heinrich von Keffenbrinck-Plestin. Er erwarb dann mit Griebenow den neuen Hauptsitz seiner Familie. Dann kam es über den Erbweg in die Hände der dem schwedischen Adel zuzurechnenden Familie von Köhler die selbst ursprünglich aus deutscher Herkunft stammte und 1569 die Nobilitierung erfuhr. Gutsbesitzer waren die Geschwister Carl und Henriette von Köhler. Es bestand die Auflage der besitzenden Linie, beim Aussterben Dolgen wieder an die Keffenbrincks zurückfällt. 1867 verstarb Oberstleutnant von Köhler-Dolgen fünzigjährig, seine Witwe war Ulla von Kardorff-Böhlendorf. Fortan sind in den Pommerschen Güter-Adressbüchern bis 1921 die v. Köhler`sche Erben als Gutsbesitzer genannt, ohne weitere nähere Angaben. Zuletzt war das Rittergut Dolgen mit etwa 183 ha in bürgerlicher Hand bei Curt Ehlers, verpachtet an Paul Münnighoff.
Oebelitz: Das Gut war von 1524 bis 1696 im Besitz der Familie von Oebelitz, entwickelte sich somit zum Stammsitz der Familie, die Anfang des 18. Jahrhunderts erloschen ist. Danach wechselten die Besitzer und Pächter häufig. Unklar bleibt, ob der Leutnant Friedrich Abraham von Keffenbrinck-Alt Plestin 1792 das teils privat verschuldete Erbe seines Vaters und damit die Übernahme von Oebelitz antrat. Das verfallende eingeschossige Gutshaus ist um 1890 als Fachwerkhaus entstanden. Kurz vor der Bodenreform 1945 waren die Gutseigentümer immer noch die von Köhler`schen Erben. In Summe gehörten zum Rittergut Oebelitz 553 ha Land. Davon waren 90 ha Waldbestand. Den Besitz pachtete T. Holstein.
Steinfeld: Gutsbesitzer war seit 1352 die Familie von Oebelitz, deren ältester Herrensitz es bis ins 15. Jahrhundert blieb. Dann wurde Steinfeld Kloster Neuenkamp übernommen. Es folgten die Familien Johann von Scheven (17. Jahrhundert), um 1857 Friedrich von Köhler. Nach 1900 und mindestens bis 1914 sind es die von Schlagenteuffel, im Majorat; Leutnant Karl Hermann von Schlagenteuffel, verheiratet mit Elsa von Coler, die laut den Gothaischen Taschenbüchern nach dem Verkauf von Steinfeld nur noch das familiäre Hauptgut Pöglitz betreuten. Herr H. Wedding führte um 1937 und nach 1939 Gut Steinfeld. Die Größe beziffert das letztmals amtlich publizierte Güter-Adressbuch Pommern mit 212 ha.
Wolfshagen: Wlueshagen, W(u)leshagen oder Wulushag(h)en waren in der Frühzeit die Schreibweisen von Wolfshagen. Der Ort gilt als erstes Hagendorf (Rodung zur Ansiedlung) der ganzen Region um Franzburg. Hagendörfer spielten eine gewichtige Rolle bei der Anlegungen neuer Ortschaften um das 13. Jahrhundert und bezieht sich auf die Waldrodung zur Anlegung der Siedlungen.

## Wappen, Flagge, Dienstsiegel
Die Gemeinde verfügt über kein amtlich genehmigtes Hoheitszeichen, weder Wappen noch Flagge. Als Dienstsiegel wird das kleine Landessiegel mit dem Wappenbild des Landesteils Vorpommern geführt. Es zeigt einen aufgerichteten Greifen mit aufgeworfenem Schweif und der Umschrift „GEMEINDE MILLIENHAGEN-OEBELITZ * LANDKREIS VORPOMMERN-RÜGEN“.

## Sehenswürdigkeiten
- Gutshaus Steinfeld: Zweigeschossiger Putzbau mit Mittelrisalit

## Kirchen, Religion
14 % der Bevölkerung sind evangelisch, 5 % katholisch.
Die Protestanten sind der Sankt-Nikolai-Kirchengemeinde im benachbarten Richtenberg zugeordnet; diese gehört zur Propstei Stralsund im Pommerschen Evangelischen Kirchenkreis der Evangelisch-Lutherischen Kirche in Norddeutschland.
Die Katholiken gehören der Pfarrei Heilige Dreifaltigkeit (Stralsund) an, die zum Dekanat Vorpommern des Erzbistums Berlin zählt; die Gemeinde hat einen Gottesdienstort in Richtenberg.